# Něžnosti
Něžnosti (v originále Carícies) je španělský hraný film z roku 1998, který režíroval Ventura Pons podle divadelní hry katalánského dramatika Sergi Belbela. Film se skládá z jedenácti povídek, které se odehrávají během jednoho večera v Barceloně a navzájem se propojují.

## Děj
Film začíná surovou hádkou mezi mladými manželi. Poté se mladá žena setká v parku se svou matkou, která žije v pečovatelském domově. Zde bydlí s lesbickou spolubydlící. Spolubydlící vyhledá svého bratra, který je bezdomovec, a svou sestru nenávidí za to, že v minulosti měla vztah s jeho ženou. Poté je bezdomovec okraden mladým chlapcem. Mladík po návratu domů hovoří se svým otcem. Jeho otec se jde na nádraží rozloučit se svou milenkou. Ta byla navštívit svého otce, s nímž si nerozumí. Její otec se poté setkává se svým mladým milencem. Tento mladík jde na večeři ke své matce. Matka bydlí v domě, kde se hádají manželé. Manžel za ní přijde požádat ji o olivový olej.

## Obsazení
| David Selvas        |
| Laura Conejero      |
| Julieta Serrano     |
| Montserrat Salvador |
| Agustín González    |
| Naím Thomas         |
| Rosa María Sardà    |
| Julieta Serrano     |
| Sergi López         |
| Mercè Pons          |
| Jordi Dauder        |